# Phaenocarpa coxalis
Phaenocarpa coxalis är en stekelart som beskrevs av Szepligeti 1904. Phaenocarpa coxalis ingår i släktet Phaenocarpa och familjen bracksteklar. Inga underarter finns listade i Catalogue of Life.